# Romazy
Romazy est une commune française située dans le département d'Ille-et-Vilaine en région Bretagne, peuplée de 275 habitants.

## Géographie

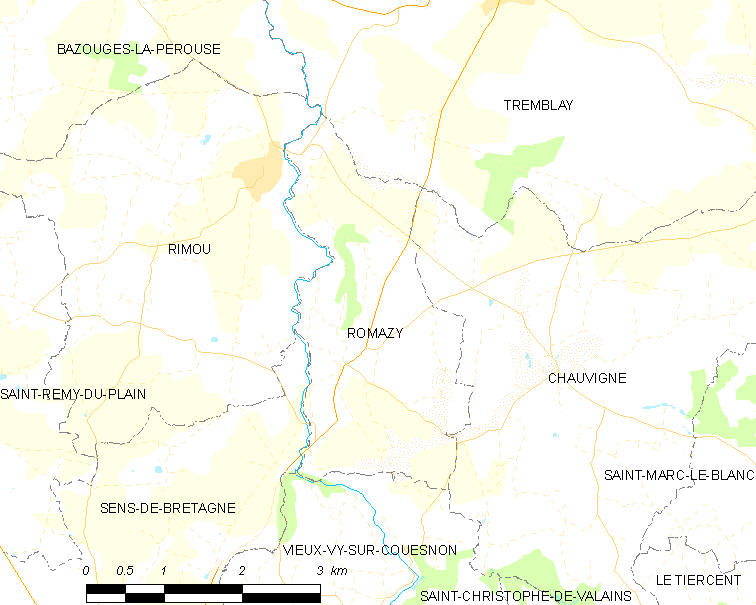
Carte de la commune.

### Communes limitrophes
|                  | Tremblay (Val-Couesnon) |           |
| Rimou            | Romazy                  | Chauvigné |
| Sens-de-Bretagne | Vieux-Vy-sur-Couesnon   |           |

### Hydrographie
Pour un article plus général, voir Réseau hydrographique d'Ille-et-Vilaine.
La commune est située dans le bassin Loire-Bretagne. Elle est drainée par le Couesnon, le ruisseau de Rinan, le ruisseau le Moulinet, le ruisseau de Mont bulin et le ruisseau des Saules, et un autre petit cours d'eau,.
Le Couesnon, d'une longueur de 97 km, prend sa source dans la commune de Saint-Pierre-des-Landes et se jette  dans la Manche au niveau du Mont-Saint-Michel, après avoir traversé 25 communes. Les caractéristiques hydrologiques du Couesnon sont données par la station hydrologique située dans la commune. Le débit moyen mensuel est de 4,82 m3/s. Le débit moyen journalier maximum est de 63,3 m3/s, atteint lors de la crue du 22 janvier 1995. Le débit instantané maximal est quant à lui de 69 m3/s, atteint le 12 mai 1981.

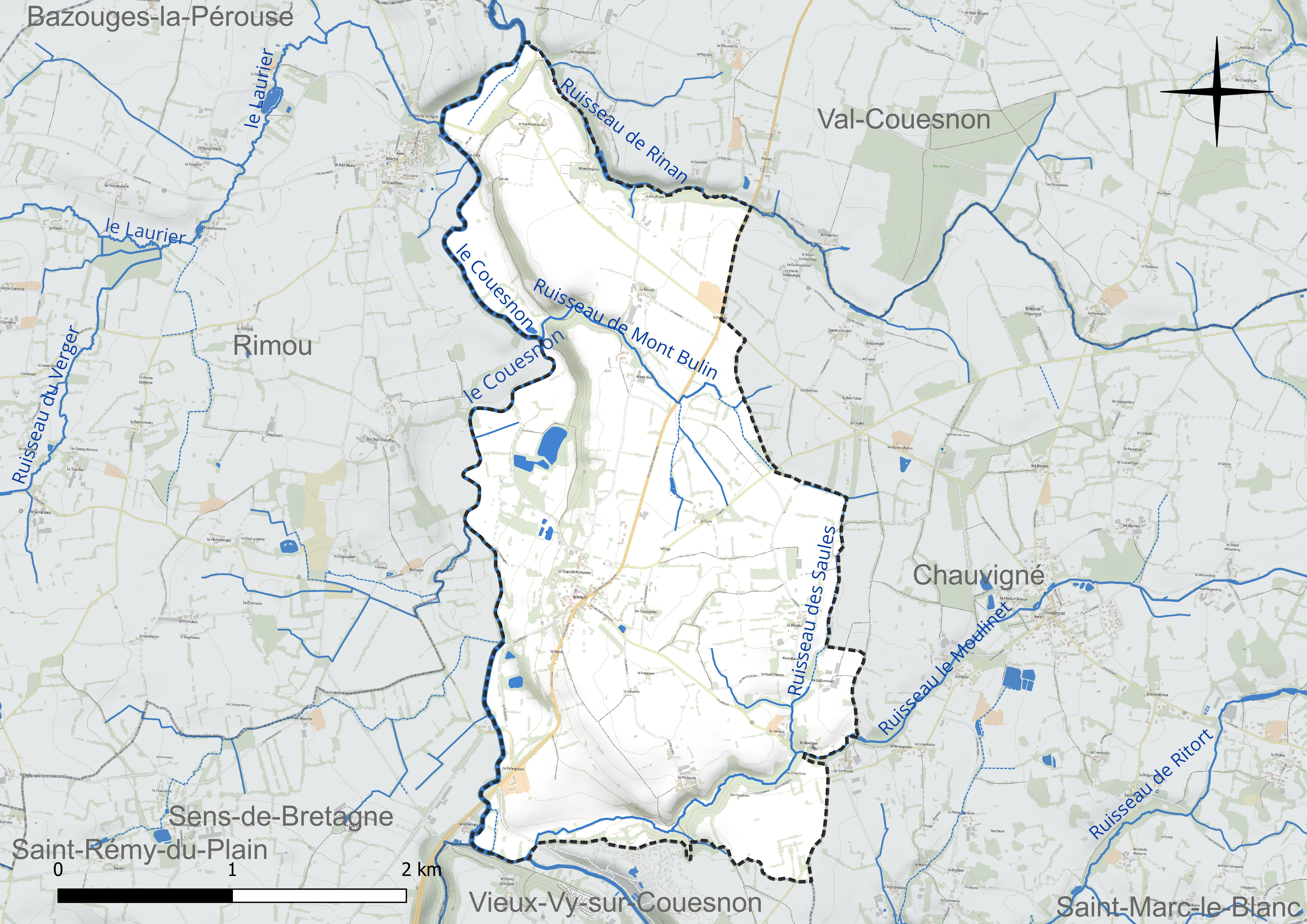
Réseau hydrographique de Romazy.

### Climat
Pour des articles plus généraux, voir Climat de la Bretagne et Climat d'Ille-et-Vilaine.
En 2010, le climat de la commune est de type climat océanique franc, selon une étude du CNRS s'appuyant sur une série de données couvrant la période 1971-2000. En 2020, Météo-France publie une typologie des climats de la France métropolitaine dans laquelle la commune est exposée à un climat océanique et est dans la région climatique  Bretagne orientale et méridionale, Pays nantais, Vendée, caractérisée par une faible pluviométrie en été et une bonne insolation. Parallèlement l'observatoire de l'environnement en Bretagne publie en 2020 un zonage climatique de la région Bretagne, s'appuyant sur des données de Météo-France de 2009. La commune est, selon ce zonage, dans la zone « Intérieur Est », avec des hivers frais, des étés chauds et des pluies modérées.  
Pour la période 1971-2000, la température annuelle moyenne est de 11,2 °C, avec une amplitude thermique annuelle de 12,6 °C. Le cumul annuel moyen de précipitations est de 861 mm, avec 13,3 jours de précipitations en janvier et 7,7 jours en juillet. Pour la période 1991-2020, la température moyenne annuelle observée sur la station météorologique la plus proche, située sur la commune de Feins à 12 km à vol d'oiseau, est de 11,9 °C et le cumul annuel moyen de précipitations est de 816,2 mm,. Pour l'avenir, les paramètres climatiques de la commune estimés pour 2050 selon différents scénarios d'émission de gaz à effet de serre sont consultables sur un site dédié publié par Météo-France en novembre 2022.

## Urbanisme

### Typologie
Au 1er janvier 2024, Romazy est catégorisée commune rurale à habitat dispersé, selon la nouvelle grille communale de densité à sept niveaux définie par l'Insee en 2022.
Elle est située hors unité urbaine. Par ailleurs la commune fait partie de l'aire d'attraction de Rennes, dont elle est une commune de la couronne,. Cette aire, qui regroupe 183 communes, est catégorisée dans les aires de 700 000 habitants ou plus (hors Paris),.

### Occupation des sols
L'occupation des sols de la commune, telle qu'elle ressort de la base de données européenne d'occupation biophysique des sols Corine Land Cover (CLC), est marquée par l'importance des territoires agricoles (95,8 % en 2018), une proportion sensiblement équivalente à celle de 1990 (96,3 %). La répartition détaillée en 2018 est la suivante : 
zones agricoles hétérogènes (49,4 %), terres arables (34,1 %), prairies (12,3 %), forêts (3,7 %), mines, décharges et chantiers (0,5 %). L'évolution de l'occupation des sols de la commune et de ses infrastructures peut être observée sur les différentes représentations cartographiques du territoire : la carte de Cassini (XVIIIe siècle), la carte d'état-major (1820-1866) et les cartes ou photos aériennes de l'IGN pour la période actuelle (1950 à aujourd'hui).

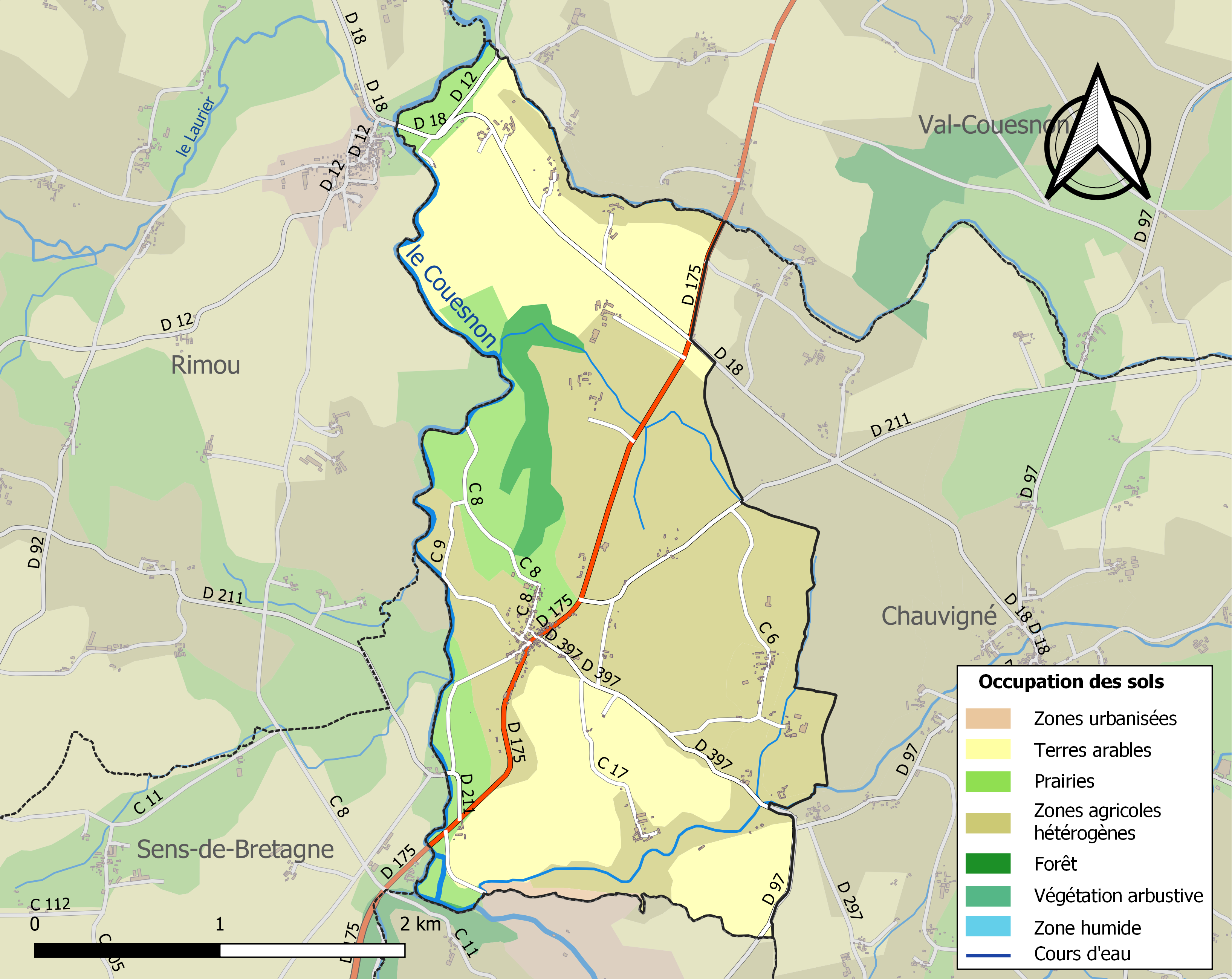
Carte des infrastructures et de l'occupation des sols de la commune en 2018 (CLC).

## Toponymie
Le nom de la localité est attesté sous les formes Romasiliz en 1060, Remasil en 1142, Roumazic en 1602.

## Histoire

### Révolution française
La commune n'est pas épargnée par la révolte des Chouans car en 1793, 500 gardes nationaux viennent défendre le passage du Couesnon contre 400 Vendéens.
Le 20 février 1796 les Chouans commandés par Aimé Picquet du Boisguy prennent Romazy et Rimou. 

### LeXIXesiècle
On dénombre plusieurs catastrophes comme en 1850, un incendie s'est propagé dans le bourg n'épargnant que trois maisons mais détruisant les archives.

### LeXXesiècle
Pendant la Seconde Guerre mondiale, un avion allemand s'écrase et peu de temps après, une bombe tombe près du pont de Rimou.

## Politique et administration
| Période                                  | Période      | Identité                                 | Étiquette | Qualité                                                    |
| ---------------------------------------- | ------------ | ---------------------------------------- | --------- | ---------------------------------------------------------- |
|                                          |              | René Eusèbe François Chauvin-des-Orières |           |                                                            |
|                                          |              | Pierre-François Burgot                   |           |                                                            |
| Maire en 1934                            |              | Armand Roulleaux                         |           |                                                            |
| mars 1965                                | juin 1995    | Daniel Bazillais (1923-2010)             |           | Commerçant, maire honoraire Adjoint au maire (1953 → 1965) |
| juin 1995                                | mars 2008    | René Lebon                               |           | Cadre retraité de La Poste                                 |
| mars 2008                                | juillet 2020 | Loïc Battais,                            | SE-DVD    | Contrôleur laitier                                         |
| juillet 2020                             | En cours     | Patrick Besnard                          | DVG       | Agriculteur retraité                                       |
| Les données manquantes sont à compléter. |              |                                          |           |                                                            |

## Démographie
L'évolution du nombre d'habitants est connue à travers les recensements de la population effectués dans la commune depuis 1793. Pour les communes de moins de 10 000 habitants, une enquête de recensement portant sur toute la population est réalisée tous les cinq ans, les populations de référence des années intermédiaires étant quant à elles estimées par interpolation ou extrapolation. Pour la commune, le premier recensement exhaustif entrant dans le cadre du nouveau dispositif a été réalisé en 2006.
En 2022, la commune comptait 275 habitants, en évolution de +7 % par rapport à 2016 (Ille-et-Vilaine : +5,46 %, France hors Mayotte : +2,11 %).
| 1793 | 1800 | 1806 | 1821 | 1831 | 1836 | 1841 | 1846 | 1851 |
| ---- | ---- | ---- | ---- | ---- | ---- | ---- | ---- | ---- |
| 431  | 413  | 437  | 466  | 479  | 498  | 530  | 573  | 538  |

| 1856 | 1861 | 1866 | 1872 | 1876 | 1881 | 1886 | 1891 | 1896 |
| ---- | ---- | ---- | ---- | ---- | ---- | ---- | ---- | ---- |
| 609  | 620  | 603  | 560  | 562  | 558  | 555  | 561  | 535  |

| 1901 | 1906 | 1911 | 1921 | 1926 | 1931 | 1936 | 1946 | 1954 |
| ---- | ---- | ---- | ---- | ---- | ---- | ---- | ---- | ---- |
| 513  | 550  | 514  | 426  | 417  | 404  | 387  | 361  | 367  |

| 1962 | 1968 | 1975 | 1982 | 1990 | 1999 | 2006 | 2011 | 2016 |
| ---- | ---- | ---- | ---- | ---- | ---- | ---- | ---- | ---- |
| 324  | 294  | 238  | 239  | 263  | 237  | 266  | 284  | 257  |

| 2021 | 2022 | - | - | - | - | - | - | - |
| ---- | ---- | - | - | - | - | - | - | - |
| 266  | 275  | - | - | - | - | - | - | - |

## Lieux et monuments

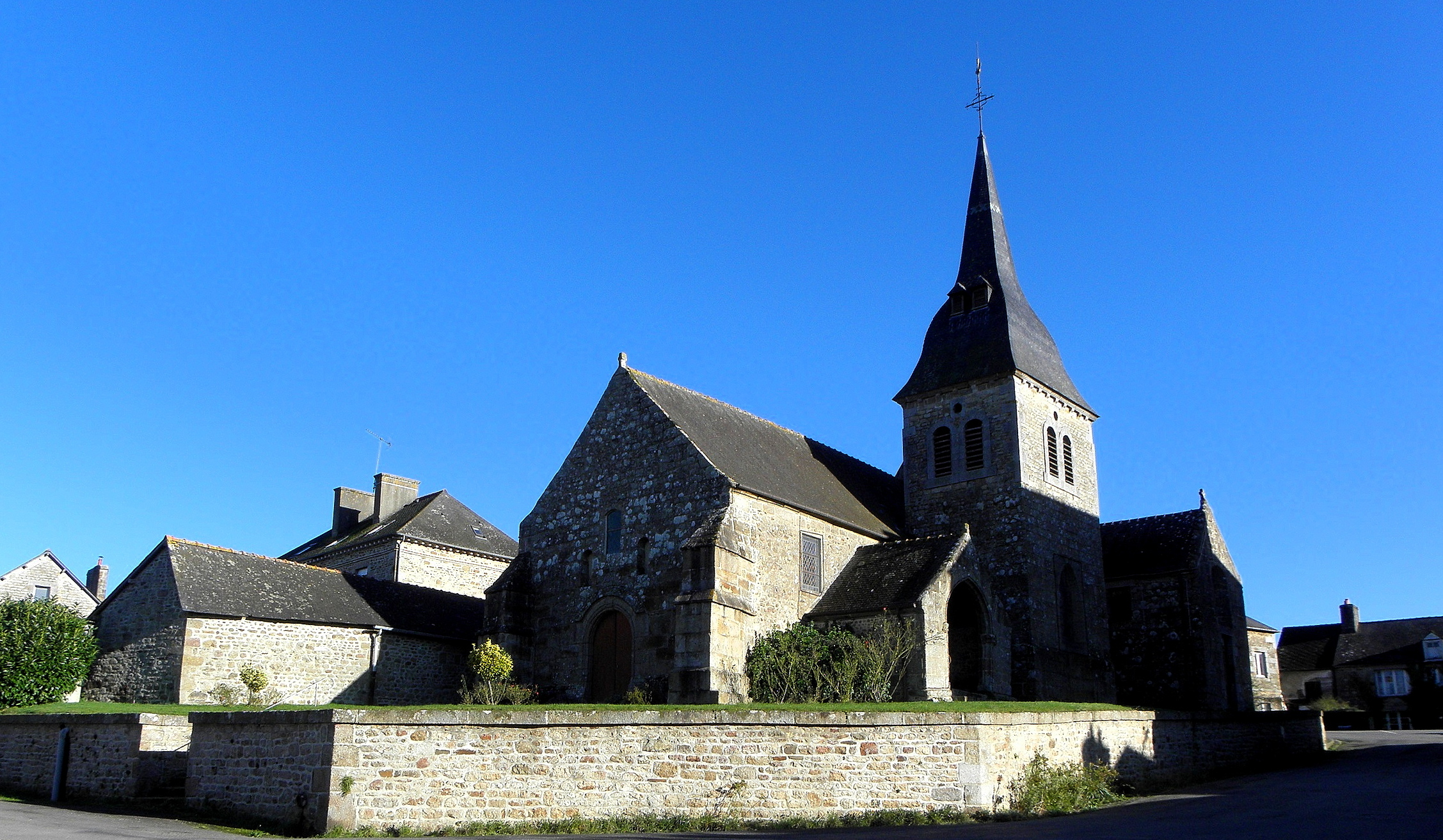
Église Saint-Pierre-et-Saint-Paul de Romazy.

- Église Saint-Pierre-et-Saint-Paul.